# Holotrichia malaccensis
Holotrichia malaccensis är en skalbaggsart som beskrevs av Moser 1912. Holotrichia malaccensis ingår i släktet Holotrichia och familjen Melolonthidae. Inga underarter finns listade i Catalogue of Life.